# Китаноуми Тосимицу
Китаноуми Тосимицу (яп. 北の湖 敏 満, настоящее имя Тосимицу Обата (яп. 小畑 敏満); 16 мая 1953 — 20 ноября 2015) — борец сумо, 55-й ёкодзуна. Председатель Совета директоров Японской ассоциации сумо с 2002 по 2008 и с 2012 до смерти (первый в истории Ассоциации человек, занимавший этот пост дважды). Был доминирующим борцом во второй половине 1970-х. Он достиг звания ёкодзуна в 21 год, став самым юным из достигнувших этого наивысшего ранга сумо, и сохранил его в течение 63 турниров, что долгое время являлось рекордом (побит Хакухо Сё в марте 2018 года). Выиграл 24 турнира (5-й результат в истории). Являлся основателем, владельцем и главным тренером школы сумо Китаноуми-бэя, получив за выдающиеся результаты право использовать именную лицензию. Так как такая лицензия не могла перейти кому-либо другому, после смерти Китаноуми школа сменила название на Ямахибики, её возглавил Ганъю Кэндзи, ранее бывший там младшим ояката.
Скончался 20 ноября 2015 года от рака прямой кишки в Фукуоке во время проходившего там очередного басё.

## Результаты с дебюта в макуути
| Год в сумо | Январь Хацу басё, Токио      | Март Хару басё, Осака         | Май Нацу басё, Токио          | Июль Нагоя басё, Нагоя        | Сентябрь Аки басё, Токио | Ноябрь Кюсю басё, Фукуока |
| --- | ---------------------------- | ----------------------------- | ----------------------------- | ----------------------------- | ------------------------ | ------------------------- |
| 1972 | Маэгасира #12 востока 5–10   | (Дзюрё)                       | Маэгасира #11 запада 9–6      | Маэгасира #7 востока 9–6      | Маэгасира #3 востока 6–9 | Маэгасира #6 запада 10–5  |
| 1973 | Комусуби востока 4–11        | Маэгасира #5 запада 9–6 Д     | Маэгасира #1 запада 6–9 ★     | Маэгасира #4 востока 8–7      | Комусуби востока 8–7     | Сэкивакэ востока 10–5 В   |
| 1974 | Сэкивакэ востока 14–1 В      | Одзэки востока 10–5           | Одзэки востока 13–2           | Одзэки востока 13–2–P         | Ёкодзуна запада 11–4     | Ёкодзуна запада 12–3–P    |
| 1975 | Ёкодзуна востока 12–3        | Ёкодзуна востока 13–2–P       | Ёкодзуна востока 13–2         | Ёкодзуна востока 9–6          | Ёкодзуна востока 12–3–P  | Ёкодзуна востока 12–3     |
| 1976 | Ёкодзуна востока 13–2        | Ёкодзуна востока 10–5         | Ёкодзуна запада 13–2–P        | Ёкодзуна запада 12–3          | Ёкодзуна запада 10–5     | Ёкодзуна запада 14–1      |
| 1977 | Ёкодзуна востока 12–3        | Ёкодзуна запада 15–0          | Ёкодзуна востока 12–3         | Ёкодзуна востока 13–2         | Ёкодзуна запада 15–0     | Ёкодзуна востока 13–2     |
| 1978 | Ёкодзуна запада 15–0         | Ёкодзуна востока 13–2–P       | Ёкодзуна востока 14–1–P       | Ёкодзуна востока 15–0         | Ёкодзуна востока 14–1    | Ёкодзуна востока 11–4     |
| 1979 | Ёкодзуна востока 14–1        | Ёкодзуна востока 15–0         | Ёкодзуна востока 13–2         | Ёкодзуна запада 12–3          | Ёкодзуна запада 13–2     | Ёкодзуна востока 10–5     |
| 1980 | Ёкодзуна востока 12–3        | Ёкодзуна запада 13–2          | Ёкодзуна востока 14–1         | Ёкодзуна востока 15–0         | Ёкодзуна востока 11–4    | Ёкодзуна запада 12–3      |
| 1981 | Ёкодзуна востока 14–1–P      | Ёкодзуна востока 13–2         | Ёкодзуна востока 14–1         | Ёкодзуна востока 13–2         | Ёкодзуна востока 10–5    | Ёкодзуна запада 5–4–6     |
| 1982 | Ёкодзуна запада 13–2         | Ёкодзуна востока 11–4         | Ёкодзуна запада 9–4–2         | Пропустил из-за травмы 0–0–15 | Ёкодзуна востока 10–5    | Ёкодзуна востока 9–3–3    |
| 1983 | Ёкодзуна запада 5–4–6        | Пропустил из-за травмы 0–0–15 | Пропустил из-за травмы 0–0–15 | Пропустил из-за травмы 0–0–15 | Ёкодзуна востока 4–1–10  | Ёкодзуна востока 11–4     |
| 1984 | Ёкодзуна востока 8–7         | Ёкодзуна востока 10–5         | Ёкодзуна запада 15–0          | Ёкодзуна востока 11–4         | Ёкодзуна востока 0–3–12  | Ёкодзуна востока 3–4–8    |
| 1985 | Ёкодзуна запада Отставка 0–3 | x                             | x                             | x                             | x                        | x                         |
| Результат приведен как победил-проиграл-снялся Победа Малый кубок Отставка Не выступал в макуути Специальные призы: Д=За боевой дух (Канто-сё); В=За выдающееся выступление (Сюкун-сё); Т=За техническое совершество (Гино-сё) Ещё показаны: ★=Кимбоси; P=Участие в дополнительном финале Лиги: Макуути — Дзюрё — Макусита — Сандаммэ — Дзёнидан — Дзёнокути Ранги макуути: Ёкодзуна — Одзэки — Сэкивакэ — Комусуби — Маэгасира |                              |                               |                               |                               |                          |                           |